# Vittorio Pagano
Vittorio Pagano (Lecce, 28 settembre 1919 – Lecce, 31 gennaio 1979) è stato un poeta, scrittore e docente italiano.

## Biografia
Vittorio Pagano nasce a Lecce da una famiglia contadina. Compie degli studi irregolari, conseguendo la maturità magistrale da privatista che gli consente di accedere agli studi universitari, prima a Roma presso la facoltà di Giurisprudenza e in seguito presso la facoltà di Lettere dell'ateneo barese. Tuttavia non conseguirà mai il titolo accademico. Durante la seconda guerra mondiale Pagano collabora a varie riviste di rilievo nazionale, come "Vedetta mediterranea" (1941-1947) e "Libera Voce" (1943-1947) che gli permetterà di conoscere esponenti di primo piano dell'ermetismo fiorentino.
Partecipò all'Accademia salentina, fondata dal poeta-barone Girolamo Comi nel 1948 e anche alla rivista ad essa collegata, "L'Albero", in cui vi pubblicò poesie, prose e traduzioni dal francese.
Dal  1956 sino alla metà degli anni '60 dirige la parte letteraria di un'altra rivista leccese, "Il Critone"; da questa esperienza nasceranno i "Quaderni del Critone" (collaborarono, tra gli altri, Mario Luzi, Alfonso Gatto e Carlo Betocchi) e ottenne una medaglia d'oro dal Comune di Firenze per meriti editoriali.
La sua produzione poetica si colloca tra il 1958 e il 1964: Calligrafia astronautica (1958), I privilegi del povero (1960), Morte per mistero (1963) e Zoogrammi (1964).
Secondo il critico Mario Marti Pagano completa "il terzo lato del triangolo poetico novecentesco nazional-salentino in lingua" (insieme a Girolamo Comi e a Vittorio Bodini) .